# Семёшки (Яхрома)
Семёшки — упразднённая деревня в Дмитровском районе Московской области России. Входит в черту города  Яхромы с 1930 года. До 1930 года являлась центром Семёшковского сельсовета.

## Название
Прежнее названия - деревня Семёшкова, затем Семёшково. После появления в начале XX века посёлка Малые Семёшки  стало именоваться Большие Семёшки.

## География
Деревня Семешкова в 1860 году располагалась возле Дмитровской дороги, проходящей по верху возвышенности. Южнее располагалась деревня Кромина, на востоке — деревня Иванцова.
Семешки расположены на западном склоне Клинско-Дмитровской гряды возле долины реки Яхромы. На востоке располагается станция Яхрома Савёловской железной дороги, на севере — бывшее село Перемилово.

## История
Упоминается как бывшее сельцо Семёшки (пустошь) во владении Кирилло-Белозерского монастыря на реке Яхроме в Писцовых книгах 1627—1629 годов. Т.е. Семёшки были разорены в ходе польско-литовского нашествия. Центр вотчины монастыря находится в селе Круглино Каменского стана на противоположном берегу реки Яхромы. Ещё одной деревней на противоположной стороне, входящей в вотчину, было Леоново (сейчас Леоновский переулок Яхромы).
Семёшково (старинное название) сначала относилось к Повельскому стану, затем к Вышегородскому Дмитровского уезда.
В 1764 году деревня в ходе Секуляризационной реформы как и Круглино переданы в ведение государственной Коллегии экономии.
В 1901 году возле деревни проходит Савёловская железная дорога. Была построена станция Яхрома.
От железнодорожной станции была проведена ветка к складам Покровской мануфактуры. Между железнодорожной станцией и каменным мостом через гать (болото) в долине реки Яхромы вырос "посёлок" торговцев и трактирщиков, получивший название Сергеевка (официально Малые Семёшки).
В 1917 году Семёшки входят в состав образованной Яхромской волости.
14 июля 1930 года постановлением ВЦИК в посёлок Яхрома включены следующие населённые пункты: село Андреевское, село Перемилово, деревни Большие и Малые Семешки, Ковшино, Леоново, Подолино и Починок. Были упразднены Семешкинский, Починковский и Перемиловский сельсоветы.
Семёшковский сельсовет был расформирован.
28 ноября 1941 года деревня Семёшки и железнодорожная станция Яхрома были освобождены в ходе боёв от немецких войск. Сражения известны как бои на Перемиловской высоте.

### В составе Яхромы
После строительства канала имени Москвы в 1930-х годах и переноса посёлка Малые Семёшки (переименован в Красный посёлок) на новое место вдоль новой дороги через канал, Семёшки становится центром восточной части города Яхромы, сформированного возле железнодорожной станции Яхрома. Улицы микрорайона Семёшки: Семешкинская, Ново-Семешкинская, Вокзальная. 

## Население
В 1794 году в Семёшках числится 101 ревизская душа (101 мужчина). В 1811 году по сведениям 6-й ревизии числится 104 мужчины в 36 дворах. В 1861 году в "государственном селении" Семёшки Ильинской волости в 29 дворах было 236 жителей (сведения Огородникова).
В 1913 году в Семешках Большие Ильинской волости Дмитровского уезда числилось 58 дворов.
В 1926 году в деревнях Большие Семешки и Малые Семешки Яхромской волости Дмитровского уезда Московской губернии в 68 дворах числилось 268 мужчин и 269 женщин (537 человек).